# الجميمة (شبام كوكبان)

تعديل مصدري - تعديل

الجميمة هي إحدى قرى عزلة الزبيرات بمديرية شبام كوكبان التابعة لمحافظة المحويت، بلغ تعداد سكانها 203 نسمة حسب تعداد اليمن لعام 2004.